# Kościół Zbawiciela w Stargardzie
Kościół Zbawiciela (niem. Erlöserkirche) – kościół ewangelicko-augsburski, który znajdował się w Stargardzie u zbiegu ulic Mittelstr (późniejsza ul. Środkowa) i Jobststr (późniejsza marsz. J. Piłsudskiego). Zburzony na przełomie lat 40. i 50 XX wieku.

## Historia
Rozwój kolei, której konsekwencją był rozwój gospodarczy i przestrzenny miasta, spowodował konieczność wydostania się zabudowy mieszkalnej poza średniowieczne mury miasta. Najszybszy rozwój nowo budowanych kamienic był odnotowywany na Przedmieściu Jobsta (ul. Piłsudskiego, Wojska Polskiego i okolice). Spowodowało to konieczność zapewnienia ich mieszkańcom łatwego dostępu do wielu dóbr, w tym również do kościoła.
Kościół wybudowano pod koniec XIX wieku na skrzyżowaniu Mittelstraße i Jobststraße. Budynek kościoła nie został zniszczony podczas II wojny światowej, przetrwał też powojenne niszczenie budowli na terenie miasta. Wyburzono go dopiero na przełomie lat czterdziestych i pięćdziesiątych.

## Architektura
Był to niewielki, czteroprzęsłowy kościół wymurowany z cegły, bez wydzielonego prezbiterium o prostym zamknięciu. Była to skromna neogotycka budowla bezwieżowa, nieposiadająca nawet sygnaturki. Wnętrze rozświetlało osiem ostrołukowych okien podzielonych laskowaniem na kwatery. Rozmieszczono je pomiędzy niskimi szkarpami opinającymi elewacje boczne. Jedyną ozdobą murów obwodowych była bielona opaska tynkowa zastępująca fryz wieńczący. Kościół nakrywał wysoki, dwuspadowy dach, w połaciach, którego rozmieszczono prostokątne lukarny doświetlające przestrzeń poddasza. Dach osłaniały dwa schodkowane szczyty (motyw charakterystyczny dla budowli stargardzkich), których płaszczyzny ozdobiono systemem ostrołucznych, tynkowanych blend, podzielonych laskowaniem na biforia. Ponad blendą środkową, w zwieńczeniu szczytu umieszczono wnękę w formie krzyża łacińskiego flankowaną niskimi ostrołucznymi blendami. Fasadę kościoła poprzedzała przybudówka mieszcząca przedsionek, nakryta dwuspadowym dachem, na którym wsparto niewielką, mieszczącą dwa małe instrumenty, dzwonnicę nakrytą dwuspadowym daszkiem.

## Wyposażenie
Dwa stare dzwony (pochodzące najpewniej z jednej z dawnych kaplic) w lutym 1944 wraz z pozostałymi dzwonami z miasta zostały wysłane do Hamburga, gdzie zostały przeznaczone na potrzeby przemysłu zbrojeniowego. Dalszy los większości wyposażenia nie jest znany.